# Onthophagus comperei
Onthophagus comperei är en skalbaggsart som beskrevs av Blackburn 1903. Onthophagus comperei ingår i släktet Onthophagus och familjen bladhorningar. Inga underarter finns listade i Catalogue of Life.